# XXIII. János pápa enciklikái
Ez a lista XXIII. János pápa enciklikáit mutatja be 1959 és 1963 között.
| No. | Címe (Latin)                | Címe (Magyar fordítás)        | Tartalma | Kiadásának időpontja | Szövege    |
| --- | --------------------------- | ----------------------------- | --- | -------------------- | ---------- |
| 1.  | Ad Petri Cathedram          | „Péter székéhez”              | Az igazságról, az egységről és a békéről a szeretet szellemében                                                     | 1959. június 29.     |            |
| 2.  | Sacerdotii nostri primordia | „Papságunk kezdetétől”        | Vianney Szent Jánosról                                                                                              | 1959. augusztus 1.   |            |
| 3.  | Grata recordatio            | „Örömteli visszaemlékezéssel” | A rózsafüzérről: Ima az Egyházért, a misziókért, a nemzetközi és a társadalmi problémák miatt                       | 1959. szeptember 26. |            |
| 4.  | Princeps pastorum           | „A pásztorok Fejedelme”       | A missziókról, a bennszülött klérusról és a világiak részvételéről                                                  | 1959. november 28.   |            |
| 5.  | Mater et magistra           | „Anya és tanító”              | A kereszténységről és a társadalmi fejlődésről                                                                      | 1961. május 15.      |            |
| 6.  | Aeterna Dei sapientia       | „Isten örök bölcsessége”      | Megemlékezés I. Szent Leó pápa halálának 15. centenáriumáról: Szent Péter széke, mint a keresztény egység központja | 1961. november 11.   |            |
| 7.  | Paenitentiam agere          | „Bűnbánat a bűnökért”         | A belső és külső bűnbánat gyakorlatának szükségéről                                                                 | 1962. július 1.      |            |
| 8.  | Pacem in terris             | „Békét a földön”              | Az egyetemes béke megteremtéséről, igazságban, igazságosságban, szeretetben és szabadságban                         | 1963. április 11.    | (magyarul) |